# جو ك. كار
جو ك. كار (بالإنجليزية: Joe C. Carr)‏ هو سياسي أمريكي، ولد في 20 يونيو 1907، وتوفي في 12 أكتوبر 1981. حزبياً، نشط في الحزب الديمقراطي.